# Oran (Inde)
Pour les articles homonymes, voir Oran (homonymie).
Oran est une ville et un nagar panchayat de l'État de l'Uttar Pradesh en Inde.

## Géographie
L'altitude moyenne d'Oran est de 118 mètres.

## Démographie
D'après le recensement de 2001, Oran avait une population de 6 189 personnes. Les hommes constituaient 55 % de la population et les femmes 45 %. Le taux d'alphabétisation était de 46 %, au-dessous de la moyenne nationale de 59,5 % : les hommes étaient alphabétisés à 59 % alors que les femmes l'étaient à 30 %.
Dans la ville d'Oran, 19 % de la population a moins de 6 ans.